# Cynodonichthys hildebrandi
La olomina es la especie Cynodonichthys hildebrandi, un pez de agua dulce la familia de los rivulines en el orden de los ciprinodontiformes.

## Morfología
De cuerpo alargado, los machos pueden alcanzar los 9 cm de longitud máxima.

## Distribución geográfica
Se encuentran en ríos de América Central, en cuencas fluviales de Costa Rica y Panamá.

## Hábitat
Viven en pequeños cursos de agua entre 22 y 29°C, de comportamiento bentopelágico y no migrador. Se ha encontrado entre 10 y 1220 m de altitud, en pantanos, arroyos o riachuelos y más abundantes en aguas de poca corriente, donde se alimenta de insectos.
No es un pez estacional. Es difícil de mantener cautivo en acuario.